# Celebrity Hunted

Celebrity Hunted est une série de télé-réalité d'origine britannique qui a commencé à être diffusée sur Channel 4 le 10 septembre 2015. La série met en scène des célébrités qui doivent fuir pendant plusieurs jours dans leur pays d'origine, tout en évitant une équipe de chasseurs. Le programme a été adapté par la suite dans sa version VIP en Italie, en France, et en Allemagne, par Amazon Prime Video.

## Format
Cette série réaliste suit des duos de célébrités qui tentent d’échapper à une équipe d’experts de la traque. 
Ces personnalités vont tout faire pour disparaître sans laisser de trace et tenter d’échapper à des experts de la cybersécurité, du profilage et des professionnels de l’investigation.
Pendant une dizaine de jours ces « chasseurs » vont traquer nos personnalités à travers leurs pays d'origines. Caméras de surveillance, traçages d’appels, reconnaissance de plaques d’immatriculations, ils ne laisseront rien au hasard. 
Pendant la course, les chasseurs ont accès aux informations personnelles des célébrités et utilisent les «pouvoirs de l'État» tels que l'ANPR, la vidéosurveillance et la recherche d'appels pour localiser les candidats. Parfois, les chasseurs utiliseront les médias sociaux et des récompenses monétaires aux membres du public (et aux célébrités capturés) pour obtenir des informations menant à une capture réussie. 
Un seul objectif pour les célébrités, rejoindre à l’issue de ces jours de cavale, un lieu d’exfiltration pour espérer remporter la compétition.

## Royaume-Uni

### Saison 1 (2017)
| Candidat         | Occupation                                      | Arrivée épisode | Départ épisode | Statut     |
| ---------------- | ----------------------------------------------- | --------------- | -------------- | ---------- |
| Jay McGuiness    | Chanteur membre de The Wanted                   | 1               | 3              | Vainqueurs |
| Siva Kaneswaran  | Chanteur membre de The Wanted                   | 1               | 3              | Vainqueurs |
| Jamie Laing      | Personnalité de Made in Chelsea                 | 1               | 3              | Capturés   |
| Spencer Matthews | Entrepreneur et personnalité de Made in Chelsea | 1               | 3              | Capturés   |
| Anneka Rice      | Animatrice de télévision                        | 1               | 3              | Capturée   |
| Dominic Parker   | Vedette de Gogglebox                            | 1               | 2              | Capturés   |
| Stephanie Parker | Vedette de Gogglebox                            | 1               | 2              | Capturés   |

- En 2015 Jay remporte la saison 13 de Strictly Come Dancing.
- En 2019 Siva sera finaliste de Celebs on the Ranch.
- Jamie est finaliste en 2020 de Strictly Come Dancing saison 18.
- Spencer participe en 2015 à I'm a Celebrity...Get Me Out of Here! saison 16 de la version UK.
- Anneka participe en 2019 à  Strictly Come Dancing saison 17.

## Italie
En Italie, l'émission s'appelle Celebrity Hunted: Caccia all'uomo, et est diffusé sur Amazon Prime Video. 

### Saison 1 (2020)
| Candidat                     | Occupation                           | Arrivée épisode | Départ épisode | Statut     |
| ---------------------------- | ------------------------------------ | --------------- | -------------- | ---------- |
| Claudio Santamaria           | Acteur                               | 1               | 6              | Vainqueurs |
| Francesca Barra              | Journaliste                          | 1               | 6              | Vainqueurs |
| Fedez                        | Rappeur                              | 1               | 6              | Vainqueurs |
| Luis Sal                     | Youtubeur                            | 1               | 6              | Vainqueurs |
| Francesco Totti              | Footballeur devenu dirigeant sportif | 1               | 5              | Capturé    |
| Cristiano Caccamo            | Acteur                               | 1               | 4              | Capturés   |
| Diana Del Bufalo             | Chanteuse et actrice                 | 1               | 4              | Capturés   |
| Costantino della Gherardesca | Personnalité médiatique              | 1               | 2              | Capturé    |

### Saison 2 (2021)
| Candidat           | Occupation                                   | Arrivée épisode | Départ épisode | Statut     |
| ------------------ | -------------------------------------------- | --------------- | -------------- | ---------- |
| Myss Keta          | Rappeuse                                     | 1               | 6              | Vainqueurs |
| Elodie             | Chanteuse                                    | 1               | 6              | Vainqueurs |
| Stefano Accorsi    | Acteur récompensé de la Coupe Volpi          | 1               | 6              | Capturé    |
| Achille Lauro      | Chanteur                                     | 1               | 6              | Capturés   |
| Boss Doms          | Compositeur                                  | 1               | 6              | Capturés   |
| Diletta Leotta     | Animatrice de télévision et de radio         | 1               | 4              | Capturée   |
| Vanessa Incontrada | Animatrice de télévision et actrice espagnol | 1               | 3              | Capturée   |

## France
En France, l'émission s'appelle Celebrity Hunted – Chasse à l'Homme. C'est un programme d’aventure Amazon Prime Video produit par Endemol France et basé sur une série originale créée par Endemol Shine TV Ltd.

### Saison 1 (29 octobre 2021)
| Candidat          | Occupation                       | Arrivée épisode | Départ épisode | Statut    |
| ----------------- | -------------------------------- | --------------- | -------------- | --------- |
| Florent Manaudou  | Champion olympique de natation   | 1               | 6              | Exfiltrés |
| Laure Manaudou    | Championne olympique de natation | 1               | 6              | Exfiltrés |
| Franck Gastambide | Acteur et réalisateur            | 1               | 6              | Exfiltrés |
| Ramzy Bédia       | Acteur                           | 1               | 6              | Exfiltrés |
| Darcy             | Frère de Gims et Dadju           | 1               | 6              | Exfiltré  |
| Seb la Frite      | Youtubeur                        | 1               | 4              | Capturés  |
| Squeezie          | Youtubeur                        | 1               | 4              | Capturés  |
| Dadju             | Auteur-compositeur-interprète    | 1               | 3              | Capturé   |

- Laure a participé à Splash: Le Grand Plongeon en 2013, Le Meilleur Pâtissier, spécial célébrités, et à Mask Singer en 2020.

### Saison 2 (2 décembre 2022)
| Candidat      | Occupation           | Arrivée épisode | Départ épisode | Statut    |
| ------------- | -------------------- | --------------- | -------------- | --------- |
| Fadily Camara | Humoriste et actrice | 1               | 6              | Exfiltrés |
| Hakim Jemili  | Humoriste et acteur  | 1               | 6              | Exfiltrés |
| Michou        | Youtubeur            | 1               | 6              | Capturés  |
| Inoxtag       | Youtubeur            | 1               | 6              | Capturés  |
| McFly         | Youtubeur            | 1               | 5              | Capturés  |
| Carlito       | Youtubeur            | 1               | 5              | Capturés  |
| Jenifer       | Chanteuse et actrice | 1               | 5              | Capturés  |
| Jarry         | Humoriste et acteur  | 1               | 5              | Capturés  |

- Jenifer a remportée la première saison de Star Academy en 2002, et a été coach de The Voice et The Voice Kids.
- Jarry a été enquêteur sur Mask Singer.
- Michou a été finaliste de la saison 11 de Danse avec les stars en 2021.
- Le couple Camara/Jemili a participé à LOL : qui rit, sort ! en 2021.
- Inoxtag et Michou ont participé au Match des Légendes organisé par l'Unicef.
- McFly et Carlito ont participé à la 4ème saison de LOL : qui rit, sort ! en 2024

### Saison 3 (17 novembre 2023)
| Candidat         | Occupation            | Arrivée épisode | Départ épisode | Statut           |
| ---------------- | --------------------- | --------------- | -------------- | ---------------- |
| Michaël Youn     | Acteur                | 1               | 6              | Exfiltrés        |
| Vincent Desagnat | Acteur                | 1               | 6              | Exfiltrés        |
| Léna Situations  | Influenceuse          | 1               | 6              | En retard (2nd)  |
| Solene Callarec  | Influenceuse          | 1               | 6              | En retard (2nd)  |
| Marcus           | Influenceur           | 1               | 6              | En retard (2nd)  |
| Melha Bedia      | Humoriste et actrice  | 1               | 6              | En retard (3ème) |
| Ramzy Bedia      | Humoriste et acteur   | 1               | 6              | Capturé          |
| Boris Becker     | Influenceur           | 1               | 4              | Capturé          |
| Just Riadh       | Influenceur et acteur | 1               | 3              | Capturé          |

- Ramzy, Melha et Just Riadh ont participé à la saison 2 de LOL : qui rit, sort ! en 2022.
- Ramzy a participé à la saison 1 de Célébrity Hunted.
- Léna est en couple avec Sébastien Frit, participant de la saison 1.

## Belgique
En Belgique, l'émission est intitulée "Chasse à l'homme" et est diffusée sur RTL tvi. Contrairement aux autres versions du programme, la version belge met en jeu six duos de personnes anonymes. L'émission est diffusée chaque mercredi à partir du 19 mars 2025. Le jeu est présenté par Sandrine Corman.